# Straßenjagd mit Speedy
Los, Harold, los! (1929) bzw. Straßenjagd mit Speedy (1981) ist ein US-amerikanischer Stummfilm von Ted Wilde aus dem Jahr 1928. Es war der letzte Stummfilm, in dem Harold Lloyd auftrat.

## Handlung
Der alte Pop Dillon ist Besitzer der letzten New Yorker Pferdebahn. Schon lange versucht W. S. Wilton, Vizepräsident der N. Y. Inter-City-Bahngesellschaft, Pop seine Streckenrechte abzukaufen, bisher jedoch ohne Erfolg.
Pops Enkelin Jane ist mit Harold „Speedy“ Swift zusammen. Speedy ist verrückt nach Baseball und verliert durch seine Sportleidenschaft einen Job nach dem anderen. Nachdem er aus seinem letzten Beruf als Eisverkäufer geflogen ist und mit Jane auf Coney Island einen schönen Tag verbracht hat, macht Speedy Jane einen Heiratsantrag. Sie lehnt ab, müsse doch erst die Sache mit Pops Pferdebahn geklärt werden. Der fordert von W. S. Wilton 10.000 Dollar für die Bahn; Speedy erhöht die Summe jedoch heimlich auf 70.000 Dollar und Wilton lehnt entrüstet ab.
Speedy beginnt nun als Taxifahrer zu arbeiten, um Geld zu bekommen, hat damit aber nur wenig Glück. Als er sein Idol Babe Ruth zum Stadion der New York Yankees fahren darf und anschließend heimlich das Spiel ansieht, findet er ausgerechnet seinen Chef vor sich sitzen und wird prompt entlassen. In einem Telefonhäuschen im Stadion hört er jedoch Wilton eine Intrige gegen Pop planen: Der besitzt so lange die Streckenrechte, wie seine Bahn mindestens einmal in 24 Stunden die Schienen befährt. Eine Bande soll nun am nächsten Tag in der Bahn eine Schlägerei beginnen, Pop soll entführt und die Bahn versteckt werden. Nach 24 Stunden würden die Streckenrechte dann W. S. Wilton gehören. Speedy überzeugt Pop, am nächsten Tag ihn mit der Bahn fahren zu lassen. Die im Stadtteil ansässigen alten Ladenbesitzer, einige von ihnen inzwischen betagte Veteranen des Sezessionskrieges, informiert er über den geplanten Zwischenfall und sie vereinbaren, Speedy auf das Stichwort „Es riecht nach Regen“ jederzeit zu Hilfe zu eilen. Der Plan gelingt und die Bahn wird am nächsten Tag durch eine Massenschlägerei zwischen der Bande und den rüstigen Veteranen gerettet.
Der Triumph währt nur kurz. Wilton bricht in Pops Garage ein und lässt die Bahn über Nacht am anderen Ende der Stadt verstecken. Als Speedy den Diebstahl entdeckt, ist die Bahn bereits 22 Stunden nicht mehr gefahren. Durch einen Zufall erfährt er, wo das Versteck liegt, und kann die Bahn zurück auf die Straße holen. Noch ist sie jedoch nicht auf ihren Schienen und die Zeit wird knapp. Speedy rast mit Bahn und Pferd durch die Straßen von New York, muss das Pferd auswechseln und andere Zwischenfälle, darunter einen Unfall und diverse letzte Sabotageakte von Wilsons Schlägern, meistern, und bringt die Bahn schließlich trotz fehlendem Fahrwerks kurz vor Ablauf des Ultimatums zurück auf ihre Schienen. Wilton gibt nun auf und bietet Pop die 70.000 Dollar Kaufpreis an; Speedy gelingt es, ihn auf 100.000 Dollar hochzutreiben. Mit seiner Jane will er nun mit der Pferdebahn zu den Niagarafällen fahren.

## Produktion
Straßenjagd mit Speedy wurde unter anderem im Luna Park auf Coney Island, im Washington Square Park und im Yankee Stadium in New York City gedreht. Auch die rasanten Fahrten der Straßenbahn wurden in den Straßen von New York City gedreht. So war der spektakuläre Unfall der Bahn ungeplant, wurde aber umgehend in die Handlung integriert. Das damals im Zenit seines Ruhmes stehende Sportidol Babe Ruth spielte sich in einer Nebenrolle selbst.
Der Film kam am 7. April 1928 in die US-amerikanischen Kinos und feierte seine Deutschland-Premiere 11. Oktober 1929 in Berlins Gloria-Palast unter dem Titel Los, Harold, los!. Im deutschen Fernsehen lief der Film erstmals am 12. Juli 1981 im ZDF.

## Kritik
Das Lexikon des Internationalen Films bezeichnete Straßenjagd mit Speedy als „vielschichtigste[n] Stummfilm Harold Lloyds, der durch seine Originalaufnahmen der New Yorker Schauplätze dokumentarischen Wert gewinnt.“

## Auszeichnungen
Straßenjagd mit Speedy wurde 1929 für einen Oscar in der Kategorie „Beste Regie – Komödie“ nominiert, konnte sich jedoch nicht gegen Die Schlachtenbummler durchsetzen.